# Sinotyrannus

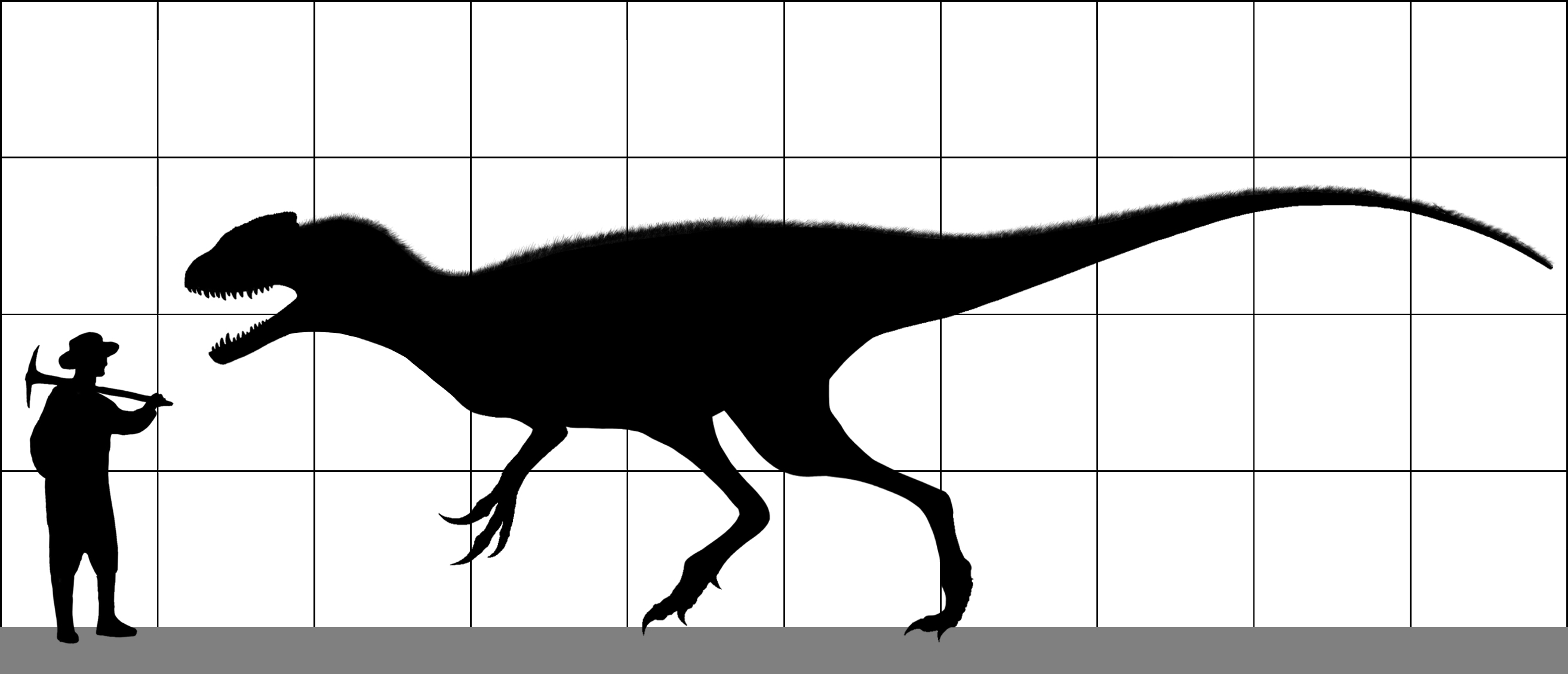
Розмір

Sinotyrannus (синотиран, себто «китайський тиран») — рід великих базальних тиранозавруватих динозаврів, відомих за одним неповним викопним зразком, включаючи частковий череп, з ранньокрейдової формації Цзюфотанг Ляонін, Китай. Зокрема, це член Proceratosauridae, родини, що виникла в юрському періоді, представники якого відомі в Європі та Азії. Хоча він не набагато молодший за примітивних тиранозавроїдів, таких як Ділонг, він схожий за розміром на пізніші форми, такі як тиранозавр. Він був значно більшим, ніж тодішні тиранозавроїди, досягаючи загальної оціночної довжини 9–10 м і ваги 2.5 тонн, і був найбільшим відомим тероподом із формації Цзюфотанг. Типовим видом є S. kazuoensis, описаний Ji та ін. у 2009 році.